# 松坂暢浩
松坂 暢浩（まつざか のぶひろ、1979年(昭和54年) - ）は、日本のキャリア教育学者。宮城県生まれ。
国立大学法人山形大学 学士課程基盤教育院 教授。
山形大学キャリアサポートセンター センター長。
扶桑レクセル株式会社（現 株式会社大京）、株式会社リクルート（現 株式会社リクルートキャリア）の民間企業2社を経て、キャリア・コンサルタントとして独立。2011年（平成23年）より山形大学小白川キャンパスキャリアサポートセンターの教員として着任し現在に至る。
基盤共通教育の「共通科目」「基幹科目」にてキャリア科目（『自己理解（キャリアデザイン）』、『社会理解（キャリアデザイン）』、『仕事の流儀～プロから学ぶ仕事のやりがい～（学際）』、『フィールドワーク ⼭形の企業の魅⼒（プレインターンシップ）』等）の授業を担当。
また全学のキャリア・就職支援行事の企画・運営およびキャリアカウンセリング（進路就職相談）も合わせて担当。本務校以外では、非常勤講師として東北大学、東北学院大学、仙台大学、福島大学等でキャリアカウンセリングおよびキャリア形成科目の授業等を担当実績あり。

## 所属学会
- 日本キャリア教育学会
- 日本キャリアデザイン学会
- 日本インターンシップ学会
- 日本精神保健社会学会
- 人材育成学会
- 産学連携学会

## 専門分野
- キャリア教育論
- 人的資源管理論
- インターンシップ論

## 学歴
- 1998年3月 - 東北学院高等学校 卒業
- 2002年3月 - 東北学院大学 経済学部 商学科（現 経営学科）卒業（学士（商学））
- 2014年3月 - 東北大学大学院 経済学研究科 経済経営学専攻  修了（修士（経営学））
- 2022年3月- 山形大学大学院 理工学研究科  ものづくり技術経営学専攻 修了（博士（学術））

## 資格
- 国家資格 キャリアコンサルタント（登録番号16037175）
- 厚生労働省指定キャリアコンサルタント試験合格（キャリアコンサルタント）米国CCE,Inc.GCDF-Japanキャリアカウンセラー
- 大学新聞社 第3回 進路アドバイザー検定合格認定

## 受賞
- 山形大学 平成25年度 基盤教育ベストティーチャー賞[1]
- 山形大学 平成27年度 優秀教育者賞[2]
- 山形大学 平成29年度 基盤共通教育ベストティーチャー賞[3]
- 文部科学省 大学等におけるインターンシップ表彰 文部科学大臣賞 最優秀賞[4]

## 著書
- 『最新インターンシップ ニューノーマル時代のキャリア形成 』（共著）, 学文社，2023年1月 ISBN 9784861632891
- 『キャリア形成支援の方法論と実践』（共著）, 東北大学出版会，2017年11月  ISBN 9784861632891
- 『インターンシップ実践ガイド　大学と企業の連携』（共著），玉川大学出版会，2017年04月
- 『大学におけるアクティブ・ラーニングの現在 学生主体型授業実践集』（共著），ナカニシヤ出版，2016年12月
- 『社会人基礎力をみがく－ アドバンストセミナーマニュアル －』山形大学出版会〈山形大学出版会〉、2013年10月8日。ISBN 9784903966199。

## 論文
- 「産学連携による共育型インターンシップの取り組み ー中小企業の事例からみたインターンシップ受入れの意義ー」 （2020），企業環境研究年報（中小企業家同友会全国協議会 企業環境研究センター） ,25 ,（共著）
- 「中小企業インターンシップの教育的効果の検討－低学年次を対象としたプログラムに着目して－」 （2019），キャリアデザイン研究（日本キャリアデザイン学会），15 ，（共著）
- 「就職未内定の大学生に対するイメージ法を活用した就職支援プログラム」（2018），キャリアデザイン研究（日本キャリアデザイン学会），11 ，（共著）
- 「早期インターンシップ参加学生の追跡調査 ―大学生活と進路決定プロセスの検証―」（2018），山形大学高等教育研究年報（山形大学高等教育研究企画センター紀要），(12) 18-22，（共著）
- 「大学生のキャリア意識と問題解決型行動特性の関連 －インターンシップ参加者の傾向–地方大学における理系学生のインターシップ不参加理由とキャリア意識－」（2018），メンタルヘルスの社会学（日本精神保健社会学会），24 ，(共著)
- 「地方大学における理系学生の インターシップ不参加理由とキャリア意識」（2017），キャリアデザイン研究（日本キャリアデザイン学会），(13) 123-133，（共著）
- 「地方大学に通う大学生のキャリア意識と自己イメージに関連する要因と構造」（2017），メンタルヘルスの社会学（日本精神保健社会学会），(23) 23-30，（共著）
- 「地方大学の就職活動前の学生のキャリア志向と心理的特性の関連」（2016）,メンタルヘルスの社会学（日本精神保健社会学会） 22, 13-20, 2016-10-31，（共著）
- 「低学年向け中小企業インターンシップ参加者の追跡調査 -早期のインターンシップ体験が与える影響についての考察-」（2017），山形大学高等教育研究年報（山形大学高等教育研究企画センター紀要），(11) 31-36，（単著）

- 「地方大学に通う大学生の地元志向の理由とキャリア志向の関係」（2016)，山形大学高等教育研究年報（山形大学高等教育研究企画センター紀要），(10) 44-47，（単著）

- 「多人数で取組めるキャリア教育授業を目指した実践報告」(2016)，山形大学高等教育研究年報（山形大学高等教育研究企画センター紀要），(10) 48-51,（共著）

- 「キャリア教育」への挑戦 基盤教育教養科目「キャリアデザインⅠ、Ⅱ」の取り組み（事例報告）」,（2014）,山形大学高等教育研究年報 山形大学教育開発連携支援センター紀要，(8) （単著） “国立国会図書館”. 2017年9月19日閲覧。

## 学会発表
- 日本キャリアデザイン学会　第15回研究大会，国内会議，2018年09月，関西大学，「地方大学の理工学系大学院生のインターンシップに関する調査 -参加者のキャリア意識と学びについて-」，口頭（一般）
- 日本インターンシップ学会　第19回研究大会，国内会議，2018年09月，香蘭女子短期大学，「大学生のインターンシップの参加状況とキャリア意識 -地方圏 3 大学の調査分析-」，口頭（一般）
- 人材育成学会　第15回年次大会，国内会議，2017年12月，法政大学，「中小企業におけるインターンシップを活 用した人材育成 －地方圏の大学と中小 企業団体の連携事例より－」，口頭（一般）
- 日本キャリアデザイン学会　第14回研究大会，国内会議，2017年09月，成城大学，「地方圏の大学生のキャリア意識 －山形県出身者に焦点を当てて－ 」，口頭（一般）
- 日本キャリアデザイン学会　第14回研究大会，国内会議，2017年09月，成城大学，「地方圏の大学生のキャリア意識　－インターンシップに参加した学生の学びとプログラム内容について－」，口頭（一般）
- 日本インターンシップ学会　第18回大会，国内会議，2017年08月 ～ 2017年09月，札幌国際大学／札幌国際大学短期大学部，「地方大学に通うインターンシップ参加学生のキャリア意識の変化と内定先状況」，口頭（一般）
- 人材育成学会　第14回年次大会，国内会議，2016年12月，東北大学，「地方創成と人材育成　－地方における雇用創出を考える－」，パネリスト（一般）
- 日本キャリアデザイン学会　第13回研究大会，国内会議，2016年09月，愛知教育大学，「地方大学の就職活動前の学生のキャリア志向と心理的要因―共分散構造分析を用いた検討― 」，口頭（一般）
- 日本インターンシップ学会　第17回研究大会，国内会議，2016年09月，目白大学，「低学年を対象とした短期中小企業インターンシップの追跡調査」，口頭（一般）
- 第 22 回 大学教育研究フォーラム，国際会議，2016年03月，京都大学，「大人数で取り組めるキャリア教育の授業の課題分析-学生アンケートの授業に対する不満要因に着目して-」，口頭（一般）
- 第21回 日本精神保健社会学会 学術大会，国際会議，2015年11月，筑波大学東京キャンパス文京校舎，『地方大学の学生のキャリア志向に影響を及ぼす要因の検討』，ポスター（一般）

- IAEVG International Conference 2015，国際会議，2015年09月，つくば国際会議場，『Local-oriented and Career Attitudes 』，口頭（一般）

- 日本インターンシップ学会 第16回 研究大会，国内会議，2015年09月，近畿大学 東大阪キャンパス，『低学年を対象とした「短期中小企業インターンシップ」の取組』，口頭（一般）

- 日本キャリアデザイン学会 第12回 研究大会，国内会議，2015年09月，北海学園大学 豊平キャンパス，『地方大学における就職活動前の学生の地元志望理由と キャリア志向の関係』，口頭（一般）

- 日本キャリアデザイン学会 第12回 研究大会，国内会議，2015年09月，北海学園大学 豊平キャンパス，『地方大学における学生のキャリア志向と心理的関連要因 ―就職活動前の学生調査から―』，口頭（一般）

- 日本学術振興会 経営問題第108委員会 研究会，国内会議，2015年05月，東北大学片平キャンパス北門会館，『地方大学における「キャリア教育」の取組 －地域を担う人材育成の課題－ 』，口頭（招待・特別）

- 第 21 回大学教育研究フォーラム，国内会議，2015年03月，京都大学，『大人数で取り組めるキャリア教育の授業を目指した実践報告 (事例報告) 』，口頭（一般）

- 日本キャリアデザイン学会 第11回研究大会「キャリア意識と保護者・他者との関わり」,（2014）,「大学生の地元志向に関する研究 ―地元就職決定者のインタビュー調査から見られる地元志向について―」（口頭発表）
- 平成22年度「新たな社会的ニーズに対応した学生支援プログラム」・「大学教育・学生支援推進事業」学生/就職支援推進プログラム意見交換会(北海道・東北地区) ，（2010），「長期就業を目指した地元企業への就職支援」，（口頭発表）

## その他
- 文部科学省「インターンシップ好事例集」インターンシップ - 文部科学省　※執筆箇所　山形大学 【低学年向け・中小企業向け】
- 日本学支援支援機構「インターンシップ実施事例情報　-地域連携型インターンシップの実施事例- 」※執筆箇所　山形大学「低学年向け中小企業インターンシップ（プレ・インターンシップ）」
- 日本政策金融公庫総合研究所『調査月報』(2017年10月)　※執筆箇所 「地方圏の大学生の就職意識とインターンシップ」, pp36-40.

## 主な委員
- 日本インターンシップ学会 東日本支部会 支部長
- 独立行政法人 日本学術振興会 経営問題第108委員会 学会委員[5]（2015年08月 -)
- 「産業界のニーズに対応した教育改善・充実体制整備事業【テーマB】」 東北インターンシップ推進コミュニティ委員会，委員,（2014年07月 - 2016年03月）
- 「産業界のニーズに対応した教育改善・充実体制整備事業【テーマA】」 外部評価委員会 評価委員（秋田大学、会津大学）（2015年3月31日）
- 独立行政法人 日本学生支援機構 学生支援推進プログラム評価委員会 評価委員（2012年03月01日 - 2013年03月31日）